# Onthophagus jubatus
Onthophagus jubatus là một loài bọ cánh cứng trong họ Bọ hung (Scarabaeidae).